# Melchior Franck
Pour les personnes ayant le même patronyme, voir Franck.
Melchior Franck est un compositeur allemand de la Renaissance tardive et du début de l'époque baroque, né à Zittau vers 1579 et mort à Cobourg le 1er juin 1639. Compositeur prolifique de musique d'église exclusivement protestante, plus spécialement de motets, il a apporté de nombreuses innovations stylistiques de l'école vénitienne.

## Biographie
Comme beaucoup de ses contemporains, on connaît peu de choses du début de sa vie : il est né à Zittau, aux alentours de 1579, et y a probablement étudié avec Christoph Demantius, puis à Augsbourg, avec Adamus Gumpelzhaimer. 
Contrairement à certains de ses contemporains, comme Heinrich Schütz, Franck n'a pas pu partir en voyage d'études en Italie. En 1601, on le retrouve enseignant la musique à Nuremberg, où il rencontre Hans Leo Hassler qui lui enseigne le style vénitien polychoral et le style polyphonique de la haute Renaissance, qu'il a incorporé tous les deux dans ses propres compositions. Il devient de ce fait, avec Hassler, un des maîtres allemands de cette seconda pratica.
Nommé en 1602 au poste de maître de chapelle à Cobourg, au service du prince Johann Casimir, il occupe cette fonction jusqu'à sa mort, survivant aux horreurs de la guerre de Trente Ans.

## Œuvre
Compositeur populaire à l'œuvre extrêmement prolifique, Melchior Franck a publié plus de 600 motets polyphoniques ou homophoniques, répartis sur plus de 40 livres. Il est également l'auteur de musiques profanes diverses, vocales et instrumentales. On lui doit notamment une des premières versions de Mon beau sapin.

## Discographie
- Paradisus Musicus - Melchior Franck, motetten, Geistliche Konzerte und deutsche Lieder, Orlando di Lasso ensemble, CD Thorofon CTH 2343 (1997)
- Melchior Franck – Busspsalmen 1615, Bremen Weser-Renaissance, dir. Manfred Cordes, CD CPO (2008)
- Melchior Franck – Geistliche Gesäng und Melodeyen, Cantus Thuringia & Capella, dir. Christopher Dittmar, CD Deutsche Harmonia Mundi (2020)